# Simopteryx flavida
Simopteryx flavida là một loài bướm đêm trong họ Geometridae.